# Доплеровский измеритель
Доплеровский измеритель — общее название технических средств для измерения линейной скорости с помощью эффекта Доплера. Применение эффекта Доплера позволяет измерять скорость не только твёрдых тел, но и газообразных, жидких и сыпучих сред.
Некоторые виды доплеровских измерителей рассчитаны также на определение длины движущихся объектов или их перемещения, с помощью встроенного средства измерения временных интервалов.

## Принцип действия
Принцип действия основан на использовании эффекта Доплера, согласно которому, частота принятого сигнала, отражённого от цели может отличаться от частоты излучённого сигнала и разница зависит от соотношения скоростей объектов относительно друг друга.
По природе излучения (радиоволны, свет, звук) доплеровские измерители бывают соответственно трёх видов:
- радиолокационные, иначе радиоволновые (доплеровские радары);
- лазерные, иначе оптические (доплеровские лидары);
- акустические (в т. ч. гидроакустические), иначе звуковые, ультразвуковые (доплеровские сонары).

По характеристике сигнала измерители могут быть как импульсные, так и с непрерывным излучением.
Доплеровские измерители скорости потока жидких и газообразных сред функционируют за счёт отражения излучения от микрочастиц, взвешенных в этих средах.

## Виды доплеровских измерителей по назначению
Доплеровские измерители используются в различных целях во многих отраслях производства, транспорта, медицины, научных и научно-практических исследований, а также в военном деле.
- Бортовые измерители:
  - Доплеровские измерители скорости и сноса для определения вектора путевой скорости самолёта, вертолёта. В настоящее время в авиации применяются измерители только радиолокационного типа. Осн. — статья Доплеровский измеритель скорости и сноса.
  - Судовые доплеровские измерители — радиолокационные и гидроакустические.
  - Бортовые измерители локомотивов — радиолокационные и лазерные.
  - Доплеровские измерители в космонавтике.
- Технологические измерители:
  - Измерители скорости перемещения твёрдых тел — лазерные.
  - Измерители скорости потока жидких или сыпучих сред — ультразвуковые и лазерные, в т. ч. ультразвуковые расходомеры.
- Медицинские измерители:
  - Доплеровский измеритель скорости кровотока — ультразвуковой.
  - Лазерные доплеровские флоуметры — анализаторы для неинвазивной диагностики микроциркуляционного кровообращения.
  - УЗИ-доплер томографы.
  - Фетальные доплеры.
- Измерители для контроля транспортных потоков:
  - Измерители скорости движения транспортных средств — радиолокационные (осн. статья — Полицейский радар) и лазерные.
- Гидро/метео измерители:
  - Лазерные доплеровские измерители в метеорологических исследованиях.
  - Гидроакустические доплеровские измерители в гидрологии, океанологии, осн. статья — Акустический доплеровский измеритель течения.
- Системы охранной сигнализации:
  - Радиоволновые и ультразвуковые доплеровские извещатели для закрытых помещений.
  - Доплеровские системы сигнализации для открытых пространств.
- Измерители военно-технического и разведывательного назначения.